# ليام كيلي (لاعب كرة قدم أيرلندي)
ليام كيلي (بالإنجليزية: Liam Kelly)‏ هو لاعب كرة قدم أيرلندي، ولد في 15 سبتمبر 1975 في دبلن في جمهورية أيرلندا. لعب مع باتريك أتلتيك وغلينتوران ونادي شامروك روفرز ونادي شيلبورن.